# René Andrle
René Andrle (Litoměřice, 1 april 1974) is een Tsjechisch voormalig wielrenner. Anno 2023 doet hij dienst als ploegleider bij Israel-Premier Tech.

## Belangrijkste overwinningen
1995
- Nationaal Kampioenschap, Op de weg, Elite, Tsjechië

1997
- 1e etappe Ronde van Oostenrijk

1999
- 3e etappe Ytong Bohemia Tour

2000
- 5e etappe Ronde van Slowakije
- Eindklassement Ronde van Slowakije

2002
- 5e etappe Ronde van Murcia
- 3e etappe Ronde van Burgos (Ploegentijdrit)

2006
- 6e etappe Ronde van Mazovië

## Resultaten in voornaamste wedstrijden
| Jaar | Ronde van Italië | Ronde van Frankrijk | Ronde van Spanje |
| ---- | ---------------- | ------------------- | ---------------- |
| 2001 | 62e              |                     |                  |
| 2002 |                  |                     |                  |
| 2003 |                  | 83e                 |                  |
| 2004 |                  |                     | 110e             |
| 2005 | 62e              |                     |                  |

| Jaar | Milaan-San Remo |
| ---- | --------------- |
| 2001 |                 |
| 2002 | 125e            |
| 2003 |                 |
| 2004 | 173e            |
| 2005 |                 |